# Scopula subpartita
Scopula subpartita är en fjärilsart som beskrevs av Louis Beethoven Prout 1919. Scopula subpartita ingår i släktet Scopula och familjen mätare. Inga underarter finns listade.